# It Ain't Hay
It Ain't Hay é um filme americano de 1943, do gênero comédia dirigido por Erle C. Kenton, com roteiro de Allen Boretz e John Grant baseado no conto "Princess O'Hara", de Damon Runyon, publicado na revista Collier's em março de 1934.